# Core Image
Core Image es una tecnología de procesamiento de imágenes que se caracteriza por ser no destructriva, cercana al tiempo real y precisa. Hace parte del framework QuartzCore de Mac OS X 10.4 en adelante. Core Image provee una arquitectura basada en plugins para aplicar filtros y efectos en la capa de renderización gráfica Quartz.